# Corneta
Corneta är en kulle i Antarktis. Den ligger i Sydshetlandsöarna. Argentina, Chile och Storbritannien gör anspråk på området. Toppen på Corneta är 516 meter över havet, eller 6 meter över den omgivande terrängen. Bredden vid basen är 0,81 km.
Terrängen runt Corneta är kuperad åt nordväst, men åt sydost är den platt. Havet är nära Corneta söderut. Trakten är obefolkad. Det finns inga samhällen i närheten.